# Scherstetten
Scherstetten est une commune allemande de Bavière située dans l'arrondissement d'Augsbourg et le district de Souabe.

## Géographie

Situation de Scherstetten dans l'arrondissement d'Augsbourg

Schertsetten est située dans le sud du Parc naturel d'Augbsourg-Westliche Wälder, sur la Schmutter, à 36 km au sud d'Augsbourg. La commune, située à la limite avec l'arrondissement d'Unterallgäu, fait partie de la communauté d'administration de Langenneufnach et elle est composée de deux villages, Scherstetten et Konradshofen et un hameau, Erkhausen.
Communes limitrophes (en commençant par le nord et dans le sens des aiguilles d'une montre) : Schwabmünchen, Ettringen, Mittelneufnach et Mickhausen.

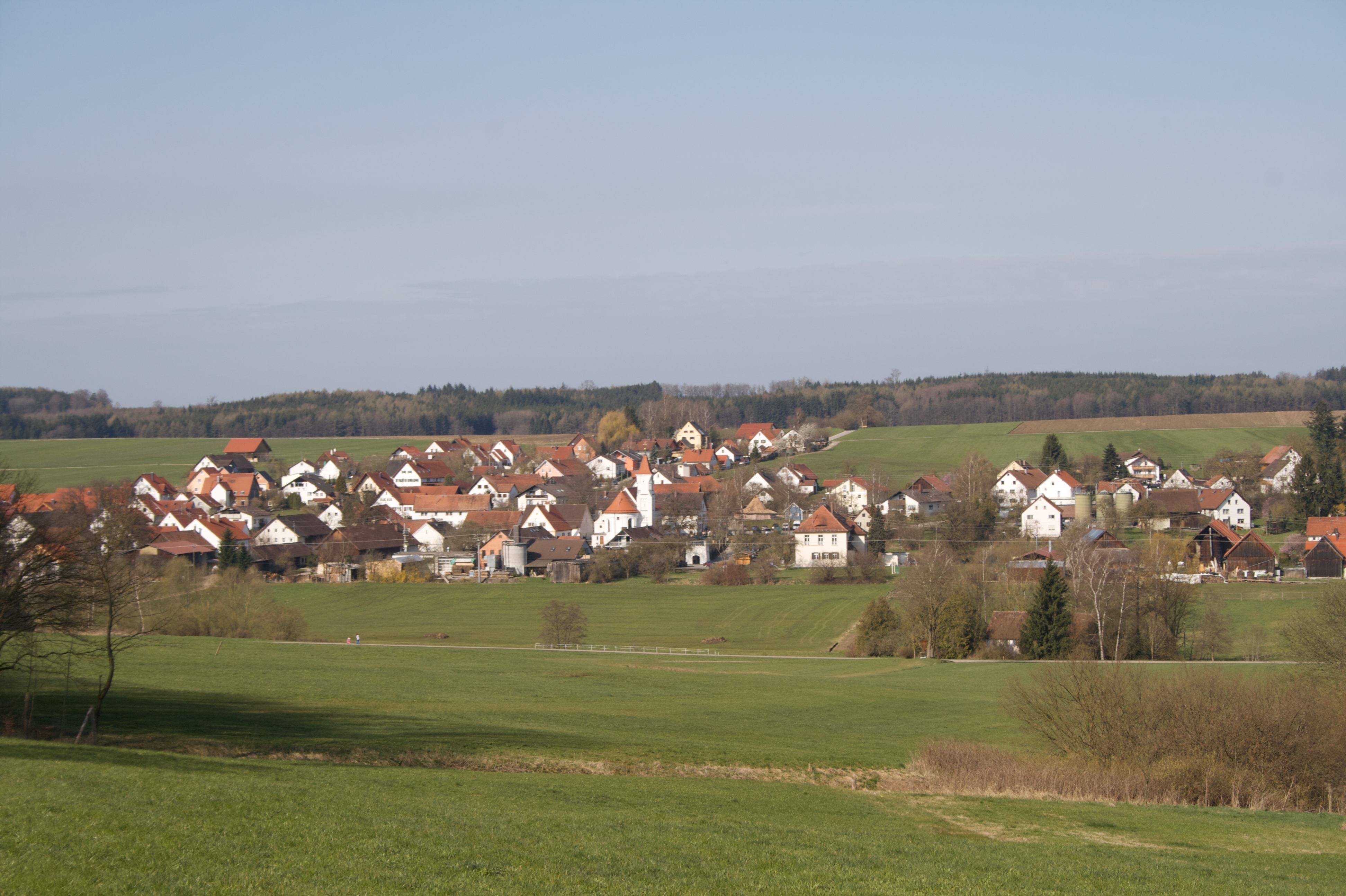
Vue générale du village

## Histoire
Le village a été dès le Moyen Âge la propriété de diverses institutions religieuses augsbourgeoises. En 1803, lors du Recès d'Empire, le village est rattaché au nouveau royaume de Bavière et il est érigé en commune en 1818.
Scherstetten a fait partie de l'arrondissement de Schabmünchen jusqu'à sa disparition en 1972. En 1978; la commune de Konradshofen a été incorporée au territoire de Scherstetten.

## Démographie
| 1840 | 1871 | 1900 | 1925 | 1939 | 1950  | 1961 | 1970 | 1987 |
| ---- | ---- | ---- | ---- | ---- | ----- | ---- | ---- | ---- |
| 943  | 938  | 921  | 935  | 819  | 1 215 | 936  | 923  | 918  |

| 2000  | 2005  | 2009  | - | - | - | - | - | - |
| ----- | ----- | ----- | - | - | - | - | - | - |
| 1 002 | 1 009 | 1 000 | - | - | - | - | - | - |